# Psilopleura meridionalis
Psilopleura meridionalis là một loài bướm đêm thuộc phân họ Arctiinae, họ Erebidae.